# عقد 1010
عقد 1010 هو عقد امتد بين 1 يناير 1010 و31 ديسمبر 1019 بحسب التقويم الميلادي. سبقه عقد 1000 ولحقه عقد 1020.

## أحداث
- معركة كاناي (1018)
- معركة كليديون (1014)
- معركة عقبة البقر (1010)

## مواليد
- غاي دوق سورينتو (1012)
- ميخائيل الخامس الجلفاط (1015)
- هارديكانوت (1018)
- هارلد الثالث ملك النرويج (1015)
- أبو عبيد الله البكري (1014)
- غارسيا سانشيز الثالث ملك نافارا (1012)
- برمودو الثالث ملك ليون (1017)
- أبو القاسم الهذلي (1012)
- دوكجونغ ملك غوريو (1016)
- ارمينغارد من أنجو (1018)
- محمد بن هبة الله البندنيجي (1016)

## وفيات
- هشام المؤيد بالله (1013)
- المفرج بن دغفل (1013)
- صامويل البلغاري (1014)
- فلاديمير الأول (1015)
- قابوس بن وشكمير (1012)
- إثيلريد أونريدي (1016)
- أبو عبد الله الحاكم النيسابوري (1014)
- إدموند أيرونسايد (1016)
- يوسف بن هارون الرمادي (1013)
- بريان بورو (1014)
- أبو بكر الباقلاني (1013)

## كتب
- Yves Denis Papin (1998). Chronologie de l'histoire ancienne. Lieu de publication non identifié: Éditions Jean-paul Gisserot. ISBN:2-87747-346-5. OCLC:40746926. مؤرشف من الأصل في 2022-03-16.
- موسوعة حضارة العالم (2002) لأحمد محمد عوف.

## روابط خارجية
- تصفح سنة بسنة عقد 1010 على موقع onthisday.com
- تصفح سنة بسنة عقد 1010 ابتداءً من سنة عقد 1010 على موقع المكتبة الوطنية الفرنسية